# Giovanni Rucellai
Giovanni Rucellai ou Giovanni di Bernardo Rucellai  ou encore Giovanni II Rucellai, pour le distinguer de Giovanni di Paolo Rucellai, est un écrivain, humaniste, poète, dramaturge et intellectuel italien de la Renaissance florentine né à Florence le 20 octobre 1475 et mort à Rome le 3 avril 1525. Membre d'une riche famille de marchands de laine et l'un des hommes les plus riches de Florence, il est cousin du pape Léon X et lié par mariage aux puissantes familles Strozzi et Médicis. Il est le fils de Bernardo Rucellai (1448-1514) et petit-fils de Giovanni di Paolo Rucellai (1403-1481). Il est aujourd'hui principalement connu pour son poème Le Api (« Les Abeilles »), l'un des premiers poèmes composés en versi sciolti (vers blancs) à être largement apprécié.

## Biographie
Giovanni Rucellai est né le 20 octobre 1475 à Florence, quatrième fils de l'humaniste Bernardo Rucellai et de Nannina de Médicis, sœur de Laurent de Médicis, et petit-fils de Giovanni di Paolo Rucellai dit le Magnifique. Il maîtrise le latin, le grec et la philosophie ; on ne sait pas où, ni avec qui, il étudie, sauf qu'il a été l'élève du philosophe Francesco Cattani da Diacceto, élève de Marsile Ficin, dont il fréquente l'école d'éloquence avec Piero Vettori.
Lorsque les Médicis sont bannis de Florence en 1494, sa famille l'est également à cause de sa parenté ; il se réfugie à Rome. Il est l'ambassadeur florentin à Venise lorsqu'en 1505, le roi de France Louis XII demande à Milan que le juriste Filippo Decio soit autorisé à quitter son poste à Padoue dans la république de Venise, et à s'installer à Pavie, dans la région milanaise. Une lettre datée du 13 mai 1506 indique qu'il se trouve alors à Avignon avec son père.
En septembre 1512, Giovanni et son frère Palla comptent parmi ceux qui, lorsque la nouvelle arrive à Florence du sac de Prato par Raimond de Cardona, se rendent au Palazzo della Signoria pour demander la démission du gonfalonnier de justice Pier Soderini. Après le retour des Médicis à Florence, Rucellai jouit de la faveur de son parent Laurent II de Médicis, qui le fait d'abord son maître de chasse, puis le nomme au poste envié de provveditore (administrateur) de l'Arte della Lana, la guilde de la laine. Rucellai fait partie de ceux qui accompagnent son cousin Giovanni di Lorenzo de' Medici, le pape Léon X, lorsqu'en 1515, il se rend à Bologne pour négocier avec François Ier la défaite des forces suisses à la bataille de Marignan. Au cours de ces années, Giovanni fréquente assidûment la cour romaine et est flatté de la proposition du cardinalat qui, en vérité, n'arrivera jamais.
Entre son retour à Florence de Bologne le 22 décembre 1515 et son départ pour Rome le 19 février 1516, Léon X assiste à une représentation de la tragédie Rosmunda de Giovanni Rucellai, et peut-être aussi à la Sophonisbe de Gian Giorgio Trissino, dans les Orti Oricellari, les célèbres jardins du palais Rucellai, construit par le grand-père de Giovanni, Giovanni di Paolo Rucellai. Outre Léon X et Trissino lui-même, Nicolas Machiavel et Luigi Alamanni sont peut-être présents.
Après la mort du frère du pape, Julien de Médicis, le 17 mars 1516, son neveu Lorenzo di Piero de' Medici est nommé capitaine général de l'Église. Rucellai l'accompagne à Rome lorsqu'il va y recevoir ses insignes. Il y est peut-être resté et est devenu prêtre à cette époque. Lorsque Léon X meurt le 1er décembre 1521, Rucellai est en France comme nonce apostolique.
Giovanni retourne alors à Florence, commence la composition du poème Les Abeilles dans la splendide villa de Quarnecchi, propriété des a famille. Il est le chef de la délégation de six ambassadeurs florentins nommés le 13 octobre 1522 pour de rendre à Rome lors de l'élection du nouveau pape, Adrien VI, afin de présenter les félicitations et l'obéissance de Florence ; en raison d'une épidémie de peste, la délégation ne part pour Rome qu'en avril de l'année suivante. Il y lit un discours en latin qui nous est parvenu.
Adrian meurt quelques mois plus tard et est remplacé le 19 novembre 1523 par Giulio di Giuliano de' Medici qui prend le nom de Clément VII. Giulio est le cousin illégitime de Rucellai. Il le nomme protonotaire apostolique et Castellano (« gouverneur ») du château Saint-Ange, charge prestigieuse qu'il conserve jusqu'à sa mort. Le livre sous forme de dialogue de Gian Giorgio Trissino sur la langue italienne, Il Castellano, rapporte les discussions de Trissino, Rucellai et d'autres amis dans le petit jardin du château Saint-Ange, avec ses orangers amers.
Comme le rappelle Pierio Valeriano dans le De litteratorum non licite, fin mars 1525, Giovanni tombe malade d'une fièvre fulgurante qui le conduit à la mort en quelques jours, survenue à une date non précisée, avant le 4 avril 1525, au château Saint-Ange.

## Œuvres

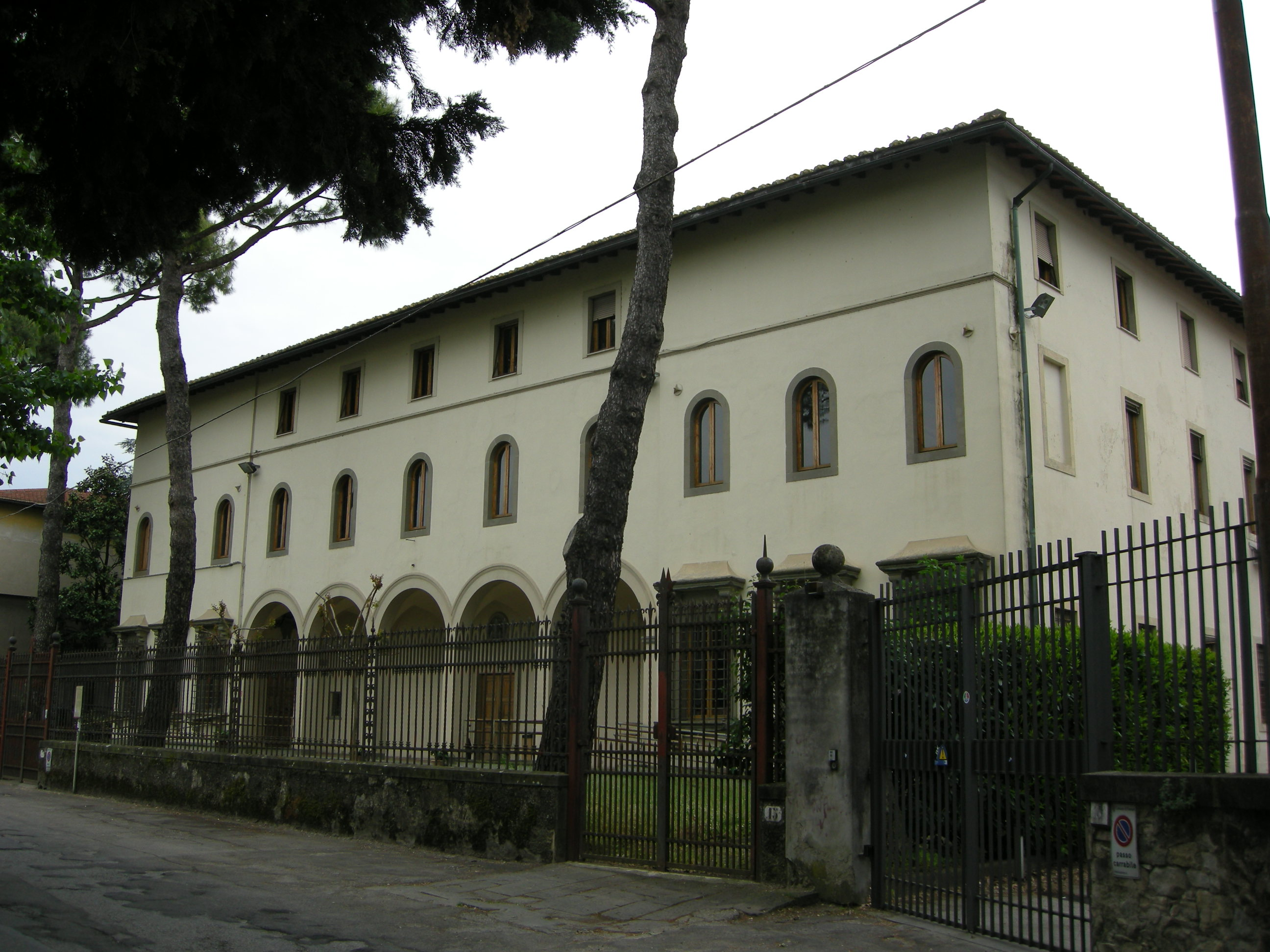
Villa Lo Specchio où Le Api ont été écrits.

Giovanni di Bernardo a écrit deux tragédies, Oreste, une paraphrase de Iphigénie en Tauride, et Rosmunda, inspirée par Hécube, l'une des premières tragédies classiques du théâtre moderne. Les deux sont achevées au début de 1516 et sont souvent citées avec Sophonisbe (1515) de Gian Giorgio Trissino comme étant les premières tragédies classiques, obéissant à des règles strictes, dans la langue vernaculaire qui s'appellera plus tard l'italien ; ce sont aussi les premières œuvres à être écrites en hendécasyllabes vierges (sans rimes). Rosmunda est publiée à Sienne en 1525 et réimprimée plusieurs fois au XVIe siècle. Malgré les efforts de Benedetto Varchi pour le faire publier Oreste n'a pas été imprimé jusqu'à ce qu'il soit inclus dans le premier volume de Teatro italiano, o sia, Scelta di tragedie per uso della scena, présenté et peut-être aussi sélectionné par Scipione Maffei, avec Sophonisbe de Trissino, une traduction par Orsato Giustiniano de l'Œdipe de Sophocle (avec laquelle le Teatro Olimpico d'Andrea Palladio, élève de Trissino, a été inauguré) et le Merope de Pomponio Torelli, quatre tragédies à l'évident goût grec en vogue au début du XVIe siècle.
Le court poème en vers blancs de Rucellai Le Api (« les Abeilles ») tiré du quatrième chant des Géorgiques, date de 1524 et est publié à titre posthume en 1539 avec une dédicace de son frère Palla Rucellai à Gian Giorgio Trissino. Il est écrit dans les jardins du domaine de campagne de la famille Rucellai à Quaracchi, maintenant dans la banlieue de Florence ; les jardins sont décrits dans le Zibaldone du grand-père de Rucellai, Giovanni di Paolo Rucellai, et sont considérés comme parmi les premiers exemples du jardin à l'italienne. Le poème est très important car, à l'aide d'un miroir concave comme simple microscope, Rucellai a pu décrire avec précision l'anatomie de ces hyménoptères : c'est le plus ancien témoignage d'observations microscopiques, anticipant d'un siècle le microscope. L'ouvrage, grâce à la connaissance aiguë du monde de la campagne, ne manque pas d'idées vives et originales, nées de l'observation directe des ruches.
La production de Rucellai est intimement liée au cercle culturel des Orti Oricellari : inaugurée par son père Bernardo, l'Académie platonicienne de Florence s'y réunissait à certains moments. Une haine voilée contre le régime Médicis y est apparue, à tel point qu'elle était fréquentée par le républicain Nicolas Machiavel. Le jeune poète Luigi Alamanni fréquente les jardins, qui part en France au retour des Médicis, ainsi que le célèbre érudit grec et linguiste de Vicence, Gian Giorgio Trissino, figure centrale de la Renaissance et qui est dans une certaine sens le mentor de Rucellai ainsi que plus tard, celui d'Andrea Palladio.
Trissino arrive à Florence en 1512 avec l'un des trois manuscrits survivants du De vulgari eloquentia de Dante Alighieri qu'il trouve à Padoue. Aux Jardins, il compose, lit et peut-être fait représenter sa tragédie Sofonisba, texte fondamental de l'histoire de la littérature européenne étant la première « tragédie régulière » de la poésie moderne (c'est-à-dire la première tragédie composée selon les modèles classiques et selon les principes d'Aristote), où  l'hendécasyllabe vierge (c'est-à-dire « sans rime ») fait sa première apparition, inventé par Trissino pour imiter les trimètres iambiques classiques.
Le goût clairement classique, nettement grec plutôt que latin, qui anime à la fois la poésie de Luigi Alamanni et celle de Giovanni lui-même, est fortement influencé par leur fréquentation de Trissino : les deux tragédies de Giovanni sont d'imitation euripidienne et, comme  Les Abeilles, en hendécasyllabes lâches, sans surprise, mais on peut en dire autant des Abeilles, inspirées des Géorgiques de virgiliens, des célèbres Coltivazioni (texte rencontrant un grand succès), et de la tragédie Antigone, ainsi que des poèmes suggérés par Pindare, déjà expérimentés par Trissino.
Il n'est en effet pas légitime d'en déduire automatiquement que c'est Rucellai qui a été influencé par Trissino (la Sofonisba n'est d'ailleurs pas d'une date très certaine et ne sera imprimée qu'en 1524 à Rome), mais l'âge du Trissino et sa pertinence intellectuelle déjà établie à l'époque, font raisonnablement déduire que sa proximité avec celui-ci a influencé le jeune Rucellai. Les Abeilles sont clôturées par un long éloge funèbre du Trissino, qui apparaît sous les traits d'un grand exégète platonicien et pythagoricien.
Rucellai est également le protagoniste du Dialogo sulla mutazione di Firenze (« Dialogue sur la mutation de Florence ») de Bartolomeo Cerretani (1520-1521), du Dialogo di Baccio Valori, Giovanni Rucellai, Paolo Vettori e Luigi Guicciardini delle azioni della vita loro (« Dialogue inachevé de Baccio Valori, Giovanni Rucellai, Paolo Vettori et Luigi Guicciardini sur les actions de leur vie ») (Florence, Bibliothèque centrale nationale, Magliabechiano VIII 1422, cc. 1-7r) de Luigi Guicciardini, et du Dialogo sugli uomini e le donne illustri del nostro tempo (« Dialogue sur les hommes et les femmes illustres de notre temps ») de Paul Jove.

## Éditions et études
Par ordre d'impression, le principales rééditions et les principales études sont :
- Rosmunda di misser Giouanni Ruscellai patritio fiorentino. Et della rocca di Adriano defensore fidelissimo, Sienne, pour Michelagnolo di Bartho, 1525.
- Le api di M. Giouanni Rucellai gentil'huomo fiorentino, le quali compose in Roma de l'anno MDXXIIII, essendo quivi castellano di Castel Sant'Angelo, Venise, pour Giouanni Antonio di Nicolini da Sabio, 1539.
- Oratio Johannis Oricellarii ad Hadrianum VI. Pontificem Maximum, dans Apostolo Zeno, Piercaterino Zeno, Giornale de' letterati d'Italia, volume XXXIII, partie I, Venise, suivant Gio. Gabbriello Hertz, 1721.
- Oreste, dans Teatro italiano, o sia, Scelta di tragedie per uso della scena, édité par Scipione Maffei, premier volume, Vérone, par Jacopo Vallarsi, 1723.
- L'Oreste tragedia di monsignor Giovanni Rucellai rappresentata nel Collegio Clementino nelle vacanze del Carnovale dell'anno 1726. Consacrata all'eminentissimo, e reverendissimo principe, il signor cardinale Benedetto Pamfilio, protettore del Collegio Clementino, Chracas, près de San Marco al Corso, 1726.
- Le opere di M. Giovanni Rucellai: ora per la prima volta in un volume raccolte, e con somma diligenza ristampate, Padoue, par Giuseppe Comino, 1772 [et réimpressions].
- Les Abeilles sont réimprimées, avec les Coltivazioni d' Alamanni, dans l'édition de 1804 de la Société typographique italienne de Milan, avec des commentaires de Roberto Titi.
- M. Ariani, Tra Classicismo e Manierismo, Florence, Olschki, 1974.
- M. Pieri, La "Rosmunda" del Rucellai e la tragedia fiorentina del primo Cinquecento, dans « Quaderni di Teatro », a. II, n. 7, 1980, p. 96-113.
- V. Gallo, Una tragedia cristiana: l’Oreste di R., dans Esperienze letterarie, 2001, no 4, p. 31-56.
- T. Piquet, Nature et jardin. Le API de GR, dans Italies, 2004, no 8, p. 151-168.
- Rosmunda Tragedia Di Messer Giovanni Rucellai Patrizio Fiorentino; Ristampata Con Notizie Letterarie Ed Annotazioni Di Giovanni Povoleri Vicentino, Gale Ecco Prints, 2010.
- P. Valeriano, L’infelicità dei letterati, édité par B. Basile, Naples, L'école des éditions de Pythagore, 2010.
- P. Jove, Dialogo sugli uomini e le donne illustri del nostro tempo, édité par F. Minonzio, Turin, Aragno, 2011.
- R. Bruscagli, Protomachiavellismo della Rosmunda, in Studi di storia dello spettacolo. Omaggio a Siro Ferrone, édité par S. Mazzoni, Florence, Lettres, 2011, p. 87-94.
- B. Alfonzetti, Il consigliere dall’Utopia alla scena. R., Giraldi, Dolce, in Ead. Dramma e storia. Da Trissino a Pellico, Edizioni di storia e letteratura, 2013, p. 3-23.
- Giovanni di Paolo Rucellai, Zibaldone, édité par Gabriella Battista, Florence, Edizioni del Galluzzo, 2013.